# 初碰撞期
初碰撞期是指太陽系早期，太陽形成時產生的碎石大多都還沒消失的那段時期。
這一時期從四十億年前一直持續到將近三十億年前。其特色是在所有的星球上都會有很頻率的強烈撞擊記錄可以在此一時期所發現。地球上生命的興起大約是在初碰撞期結束之後的一段時間。
某些理論認為此一時期帶給了地球許多的水。